# Sterrhochaeta tanaorrhina
Sterrhochaeta tanaorrhina là một loài bướm đêm trong họ Geometridae.